# Mount Swan
Mount Swan ist ein 870 m hoher Berg im westantarktischen Marie-Byrd-Land. In den Ford Ranges ragt er 6 km südlich der Gutenko-Nunatakker auf.
Wissenschaftler der United States Antarctic Service Expedition (1939–1941) entdeckten und kartierten ihn. Das Advisory Committee on Antarctic Names benannte den Berg 1966 nach Paul Clifford Swan Jr. (1905–1967), Flugzeugpilot der zweiten Antarktisexpedition (1933–1935) des US-amerikanischen Polarforschers Richard Evelyn Byrd.